# Nervilia
Nervilia är ett släkte av orkidéer. Nervilia ingår i familjen orkidéer.

## Bildgalleri

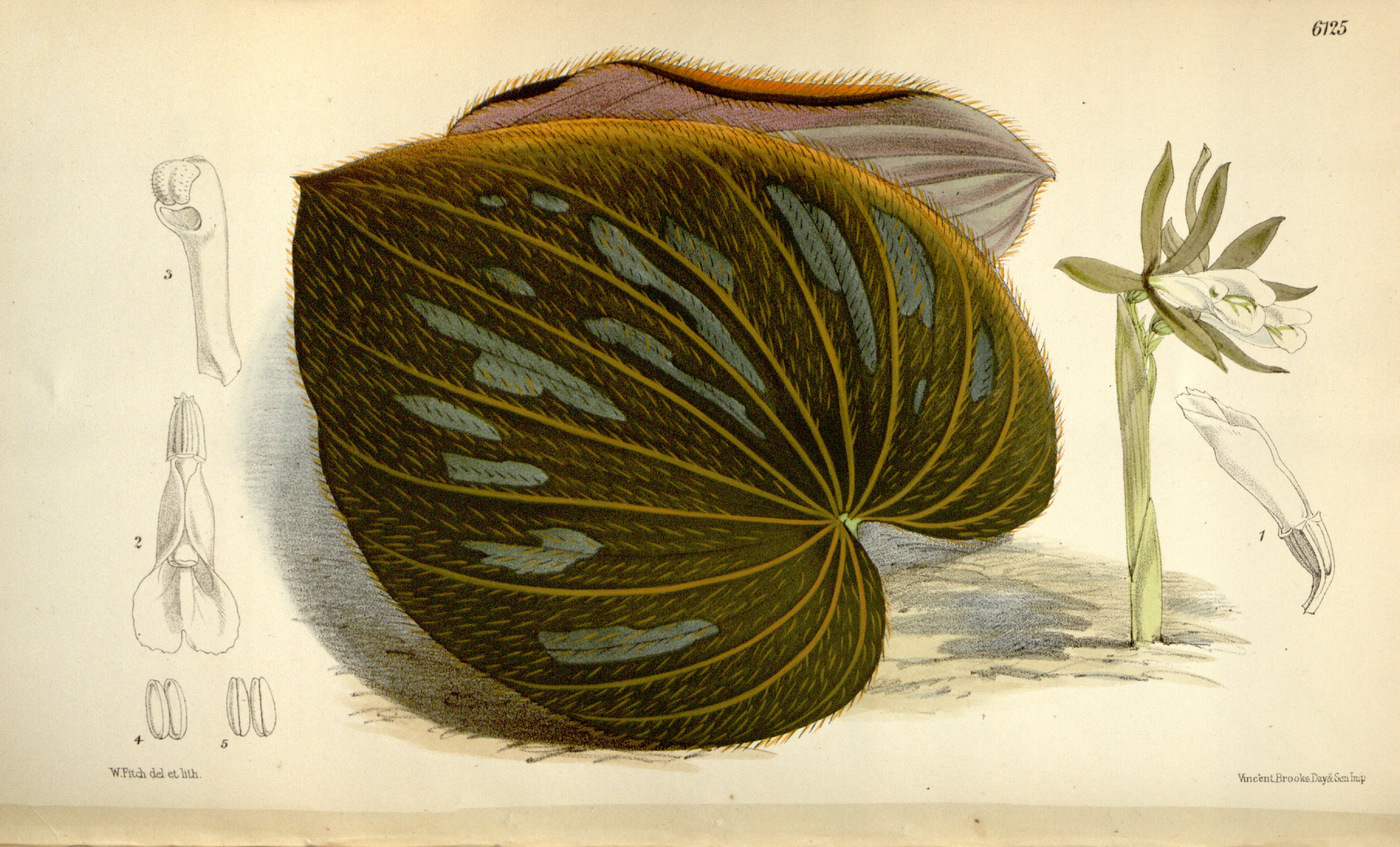

## Dottertaxa tillNervilia, i alfabetisk ordning[1]
- Nervilia acuminata
- Nervilia adolphi
- Nervilia affinis
- Nervilia apiculata
- Nervilia ballii
- Nervilia bandana
- Nervilia beumeei
- Nervilia bicarinata
- Nervilia borneensis
- Nervilia campestris
- Nervilia concolor
- Nervilia crociformis
- Nervilia cumberlegii
- Nervilia dilatata
- Nervilia falcata
- Nervilia fordii
- Nervilia fuerstenbergiana
- Nervilia gammieana
- Nervilia gleadowii
- Nervilia grandiflora
- Nervilia hirsuta
- Nervilia hispida
- Nervilia holochila
- Nervilia hookeriana
- Nervilia ignobilis
- Nervilia imperatetorum
- Nervilia infundibulifolia
- Nervilia jacksoniae
- Nervilia juliana
- Nervilia khasiana
- Nervilia kotschyi
- Nervilia lanyuensis
- Nervilia leguminosarum
- Nervilia lilacea
- Nervilia mackinnonii
- Nervilia macroglossa
- Nervilia macrophylla
- Nervilia maculata
- Nervilia maliana
- Nervilia muratana
- Nervilia nipponica
- Nervilia oxyglossa
- Nervilia palawensis
- Nervilia pallidiflora
- Nervilia pectinata
- Nervilia peltata
- Nervilia petaloidea
- Nervilia petraea
- Nervilia platychila
- Nervilia plicata
- Nervilia porphyrophylla
- Nervilia punctata
- Nervilia renschiana
- Nervilia sciaphila
- Nervilia seranica
- Nervilia shirensis
- Nervilia similis
- Nervilia stolziana
- Nervilia subintegra
- Nervilia tahanshanensis
- Nervilia taitoensis
- Nervilia taiwaniana
- Nervilia trichophylla
- Nervilia umenoi
- Nervilia uniflora
- Nervilia winckelii